# Вотінцев Юрій Всеволодович
Юрій Всеволодович Вотінцев (23 жовтня 1919 — 29 листопада 2005) — радянський воєначальник, учасник Німецько-радянської війни, Герой Соціалістичної Праці (17.02.1984). Генерал-полковник артилерії (25.04.1975). Перший командувач військами протиракетної і протикосмічної оборони (1967—1986).

## Біографія
Народився 23 жовтня 1919 в Ташкенті. Батько — Всеволод Вотинцев, голова Ташкентської ради, голова ЦВК Рад Туркестанської Радянської республіки, у січні 1919 року загинув у числі 14 Туркестанських комісарів.
Після його загибелі дружина — Вотінцева (Щеглова) Анастасія Олександрівна, через погрози та спроби замаху, була змушена виїхати з Ташкента да Петрограда. Там закінчив школу в 1936 році.
У Червоній Армії з вересня 1936 року. Вступив до 1-го Ленінградського артилерійського училища імені Червоного Жовтня, потім переведений до Сумського вищого артилерійського командного училища, у 1938 році закінчив його. У 1938 році — командир курсантського взводу Тбіліського гірничо-артилерійського училища імені 26 Бакинських Комісарів, у 1940 році був призначений на посаду помічника командира батареї, потім був викладачем у цьому училищі. Член ВКП(б) із 1940 року.
Із початку Німецько-радянської війни писав кілька рапортів про відправку на фронт, але замість фронту в липні 1941 року був направлений готувати кадри артилеристів у 2-е Пензенське артилерійсько-мінометне училище, що формувалося, там більше року був командиром батареї і викладачем. Відмінно виконував свої обов'язки, за що був нагороджений орденом «Знак Пошани».
У листопаді 1942 року направлений командиром дивізіону 120-мм мінометів у 295-й мінометний полк Московського військового округу, який формувався в Рибінську. У березні 1943 року на чолі цього дивізіону прибув до діючої армії. Воював у складі 71-ї гвардійської стрілецької та 90-ї гвардійської стрілецької дивізії 6-ї гвардійської армії на Воронезькому фронті, Прибалтійського фронту, 2-го Прибалтійського фронту, 1-го Прибалтійського фронту. Через кілька місяців командування дивізіоном, із серпня 1943 року став заступником командира — начальником штабу 295-го мінометного полку, у лютому 1944 року — заступником командира 151-го гвардійського артилерійського полку, начальником штабу дивізійної артилерії, начальником артилерії 90-ї гвардійської стрілецької дивізії. Брав участь у Курській битві, локальних наступальних боях на Невельському напрямку восени 1943 року, Білоруської та Прибалтійської наступальних операціях.
Зазнав важкої контузії в грудні 1944, був відправлений у госпіталь. Після лікування повернений для продовження служби в Пензенському артилерійсько-мінометному училищі в Пензі, а незабаром після Перемоги влітку 1945 року відправлений на навчання в академію.
Навчався у Військовій академії РСЧА імені М. В. Фрунзе, закінчив її в 1947 році із золотою медаллю. Після закінчення академії призначено начальником оперативного відділення штабу артилерії 5-ї армії (управління армії в м. Спаськ-Дальній, Приморський край). У червні-липні 1950 року разом із генералом В. В. Турантаєв перебував у терміновому урядовому відрядженні у КНДР відразу після початку Корейської війни, маючи завдання з'ясування на місці справжнього стану справ та інформування про них радянського військового командування.
У жовтні 1953 полковник Вотінцев призначений на посаду начальника артилерії 2-ї танкової армії Далекосхідного ВО (управління в с. Камінь-Риболов).
У 1955 році із золотою медаллю закінчив Вищу військову академію імені К. Є. Ворошилова. Після її закінчення направлений у Війська ППО країни на посаду заступника командувача 1-ї армії ППО особливого призначення з бойової підготовки. З травня 1959 року — командир Туркестанського окремого корпусу ППО (з 1960 — 30-й окремий корпус ППО). З травня 1963 року — командувач створеної на базі цього корпусу 12-ї окремої армії ППО (управління в м Ташкент). У ці роки з 1961 року був членом ЦК Компарії Казахстану і депутатом Верховної Ради Узбецької РСР.
У травні 1967 року Вотінцев призначений на посаду першого командувача створюваних Військ протиракетної і протикосмічної оборони Військ ППО країни. У цьому ж році він став членом Військової ради військ ППО і головою Міжвідомчої комісії з розгляду ескізних проектів та спільних випробувань.
У 1974 році Вотінцеву присвоєно звання генерал-полковника артилерії.
Указом Президії Верховної Ради СРСР від 17 лютого 1984 року за видатні заслуги у зміцненні оборонної могутності СРСР Вотінцеву було присвоєно звання Героя Соціалістичної Праці.
У серпні 1986 року звільнений у відставку.
У відставці — голова Ради ветеранів Жовтневого району м Москви.
Помер 29 листопада 2005 року в Москві. Похований на Митинському кладовищі.

## Нагороди
- Герой Соціалістичної Праці (17.02.1984)
- Два ордени Леніна (21.02.1978, 17.02.1984)
- Чотири ордени Червоного Прапора (26.08.1943[2], 1956, 1967, 21.02.1974)
- Орден Олександра Невського (20.02.1944)[3]
- Два ордени Вітчизняної війни I ступеня (15.02.1944[4], 1985)
- Орден Червоної Зірки
- Орден «Знак Пошани» (15.06.1942, за відмінну організацію навчального процесу та досягнення в підготовці офіцерських кадрів для фронту)
- медаль Жукова
- Медаль «За бойові заслуги»
- Медаль «В ознаменування 100-річчя від дня народження Володимира Ілліча Леніна»
- Медаль «За перемогу над Німеччиною у Великій Вітчизняній війні 1941—1945 рр.»
- Медаль «20 років Перемоги у Великій Вітчизняній війні 1941—1945 рр.»
- Медаль «30 років Перемоги у Великій Вітчизняній війні 1941—1945 рр.»
- Медаль «40 років Перемоги у Великій Вітчизняній війні 1941—1945 рр.»
- Медаль «50 років Перемоги у Великій Вітчизняній війні 1941—1945 рр.»
- Медаль «60 років Перемоги у Великій Вітчизняній війні 1941—1945 рр.»
- Медаль «В пам'ять 850-річчя Москви»
- Медаль «Ветеран Збройних Сил СРСР»
- Медаль «За зміцнення бойової співдружності»
- Медаль «За освоєння цілинних земель»
- Медаль «30 років Радянської Армії і Флоту»
- Медаль «40 років Збройних Сил СРСР»
- Медаль «50 років Збройних Сил СРСР»
- Медаль «60 років Збройних Сил СРСР»
- Медаль «70 років Збройних Сил СРСР»
- Медаль «За бездоганну службу» I ступеня

Іноземні нагороди
- Медаль «За бойову співдружність» I ступеня (1980, Угорщина)
- Медаль «Військова доблесть» (1985, Румунія)

## Військові звання
- лейтенант (жовтень 1938);
- старший лейтенант (січень 1941);
- капітан (серпень 1943);
- майор (лютий 1944);
- підполковник (1948);
- полковник (1952);
- генерал-майор артилерії (18.02.1958);
- генерал-лейтенант артилерії (22.02.1963);
- генерал-полковник артилерії (25.04.1975).

## Твори
- Вотинцев В. Ю. Неизвестные войска исчезнувшей сверхдержавы // Военно-исторический журнал : журнал. — 1993. — № 8—11 (24 марта). Архівовано з джерела 27 травня 2018. Процитовано 24 квітня 2021.
- Вотинцев В. Ю. Засекречені війська. // Війська ППО країни: згадують ветерани … — М .: АВІАРУС-XXI, 2005.
- Короткі автобіографічні нотатки Ю. В. Вотінцева в збірнику «Зона відповідальності — ракетно-космічна оборона країни» (М., 2019). [Архівовано 24 квітня 2021 у Wayback Machine.]
- Вотинцев В. Ю. ЦККП — класичний приклад об'єднання науки і практики. // Дивимося в космічні дали (До 40-річчя ЦККП). — М .: АвіаРус-XXI, 2005. — 221 с .; ISBN 5-901453-12-3 .

## Пам'ять
- У місті Кубинка ім'ям Ю. В. Вотінцева названа одна з вулиць (2001).